# Гречина, Ольга Николаевна
Гречина Ольга Николаевна (4 февраля 1947 года, Ковров, Владимирская область, Россия, СССР) — советская и российская художница-живописец и график.

## Биография
Родилась 4 февраля 1947 года в Коврове.
В 1972 году — окончила МГАХИ имени В. И. Сурикова.
В 1974 году принята в Союз художников СССР.
После окончания института Гречина Ольга работает в техниках офорт, гравюра, литография (шелкографии).
С конца 70-х годов и по настоящее время Гречина занимается станковой живописью. Тематика её картин: пейзажи, натюрморты, портреты, архитектура, сложные многофигурные композиции. Одним из её живописных направлений станет фотореализм (гиперреализм).
Гречина Ольга участница российских, всесоюзных и зарубежных экспозиций. Её персональные выставки проходят в крупнейших московских галереях — «Марс», «Panart», «Интерколор», «Манеж» и других.
В своей коллекции работы Гречиной Ольги имеет Государственная Третьяковская галерея, Государственный Русский музей (Санкт-Петербург), Мемориальный музей космонавтики, Германский национальный музей, Музей современного искусства (Бельгия), музеи Японии и США.
Картины находятся в частных собраниях в России, США, Англии, Франции, Турции, Польши и других стран.

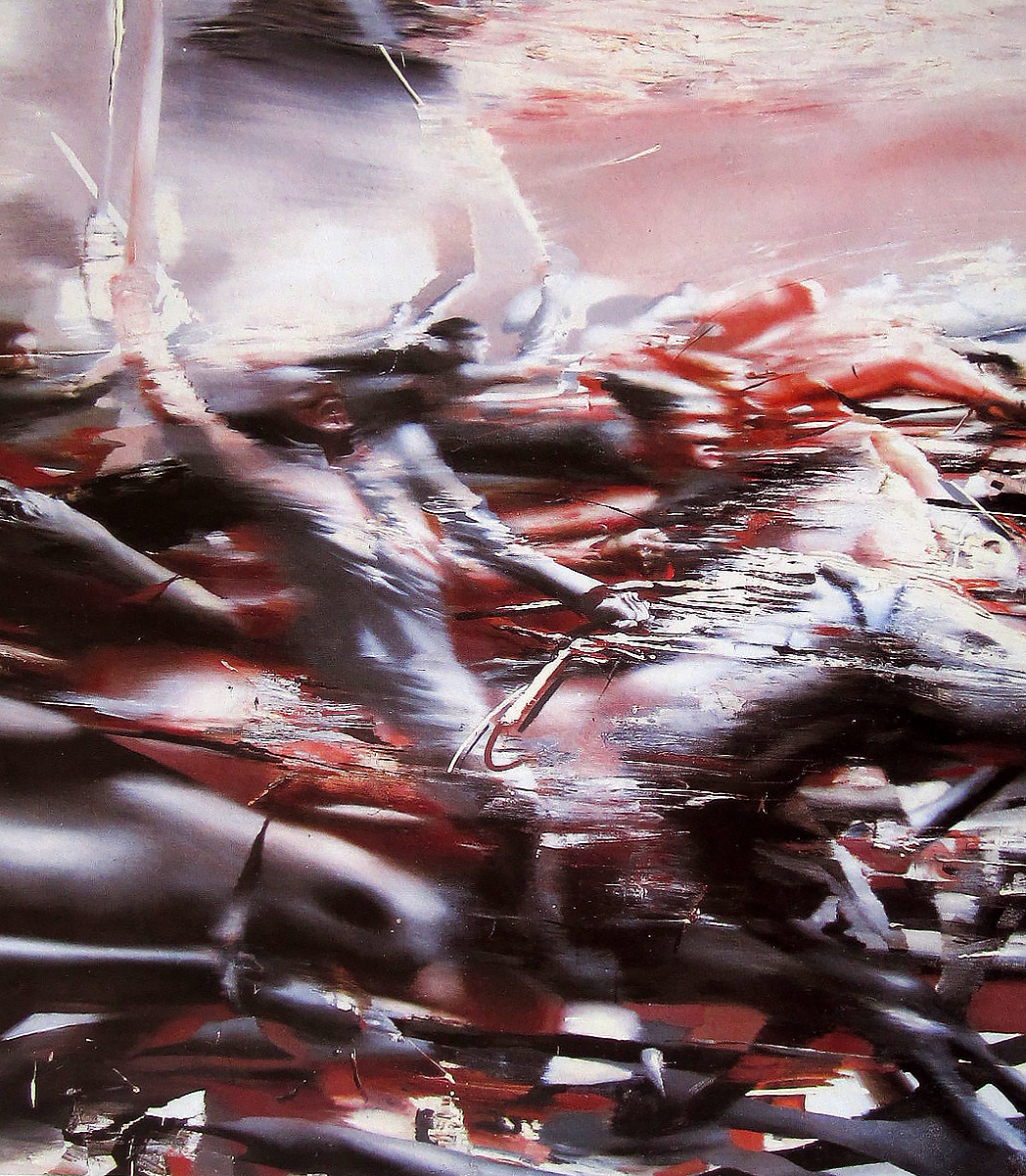
Воспоминание о революции. Конница. Триптих, холст, масло, 1987 г. Государственная Третьяковская галерея

## Персональные выставки
1990 г. Галерея «М'АРС», Москва.

1992 г. Галерея «Carlier», Франция

1993 г. Галерея «Pan Art», Москва

1996 г. Галерея «Intercolor», Москва

2001 г. Галерея «У Яра», Москва.

2007 г. Галерея «У Яра», Новый Манеж (Выставочный зал «Домик Чехова»), Москва.

2010 г. Галерея «У Яра», Новый Манеж (зал «Столица»), Москва.

## Семья
- Муж — Гета Сергей
- Дочь — Анна (18 декабря 1974 года)
- Сын — Иван (13 июня 1981 года)

## Награды и звания

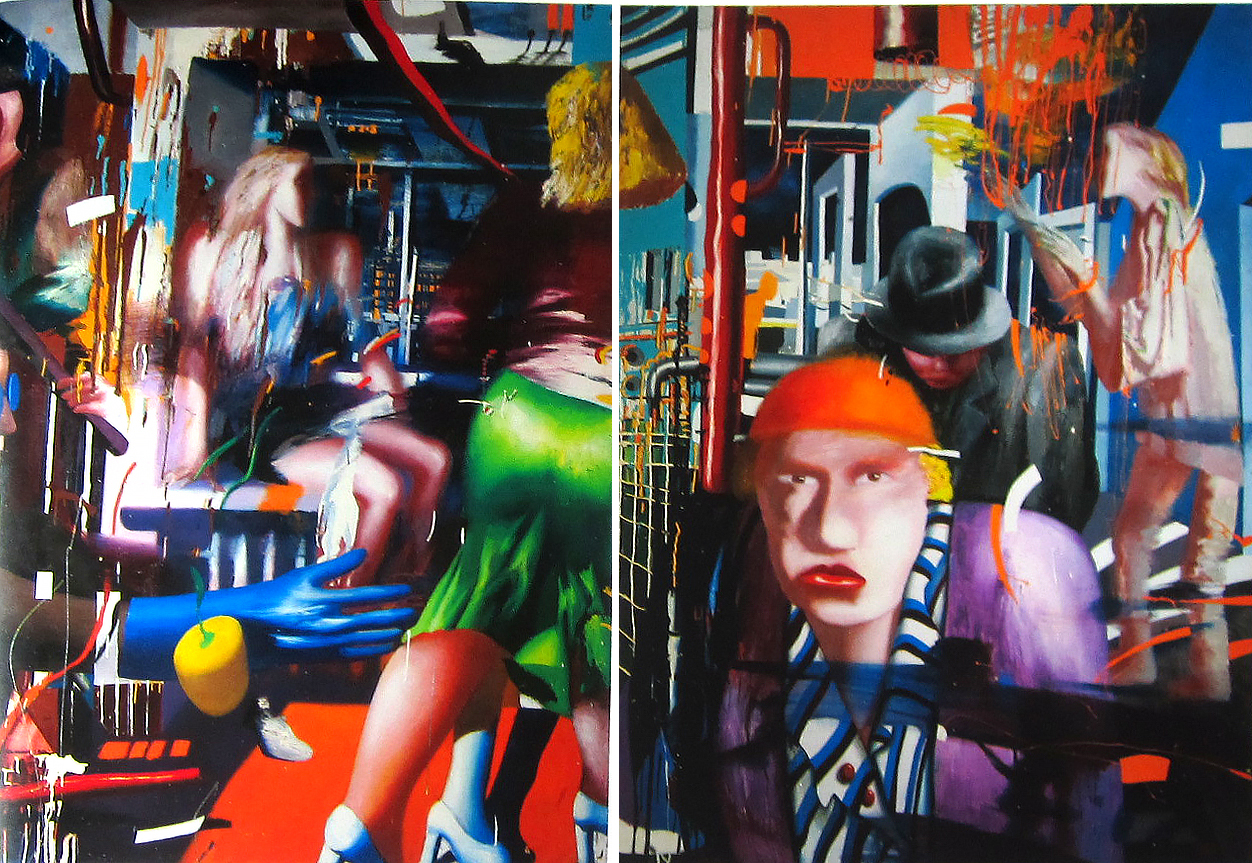
Движение вечером. Диптих, холст, масло, 1989 г. Государственный Русский Музей.

- В 2007 г. награждена приказом Министерство культуры и массовых коммуникаций Российской Федерации нагрудным знаком Знак отличия «За достижения в культуре»" (приказ № 518).
- В 2008 г. награждена Международной Академией Культуры и Искусства Серебряным Орденом II степени «Служение искусству» (приказ № 108)

## Работы в коллекциях
- Государственная Третьяковская Галерея, Москва
- Государственный Русский Музей, Санкт-Петербург
- Мемориальный музей космонавтики, Москва, Калининград
- Германский национальный музей, Нюрнберг, Германия
- Alpha Cubic Gallery, Япония
- Zigzag Corporation, США
- Музей Людвига, Германия
- Музей Райнхольда Вюрта, Германия
- «Crystal Art», Япония.
- Музей современного искусства, Антверпен, Бельгия.
- Коллекция господина Шланке, ФРГ.
- Частные коллекции России, США, Англии, Франции, Турции, Польши и т. д.

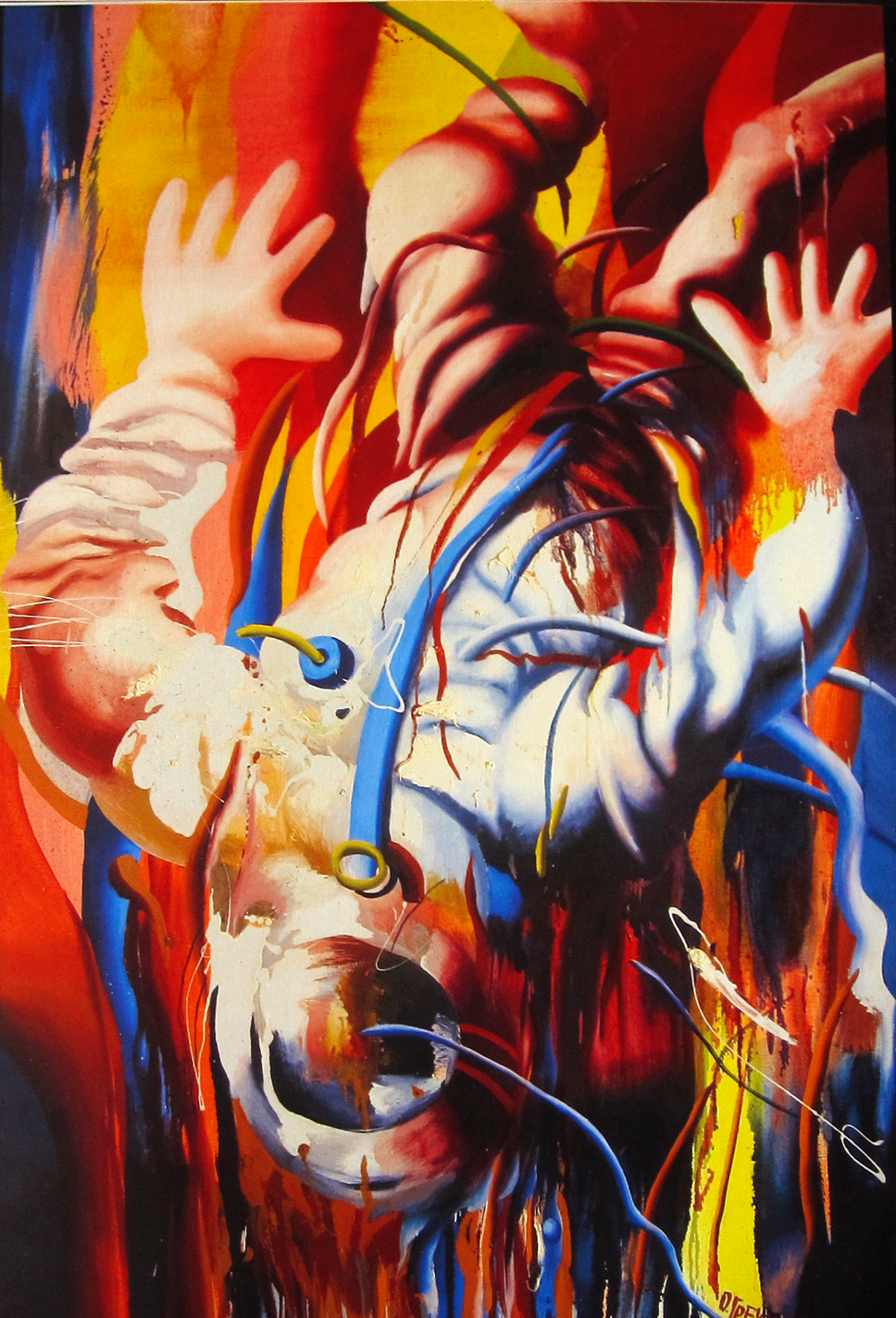
Гибель космонавта. Холст, масло, 1993 г.. Мемориальный музей космонавтики

## Выставки
- 1972 г. IX Московская выставка произведений молодых художников.;
  - Всесоюзная выставка произведений молодых художников
- 1973 г. Всесоюзная выставка плаката, Вильнюс.
- 1974 г. Всесоюзная выставка эстампа, Минск.
- 1975 г. Пятая республиканская выставка Советская Россия (выставка, 1975), Москва;
  - Женщины — художники Москвы, Москва.
- 1976 г. Всесоюзная выставка произведений молодых художников «Молодость страны», Москва;
  - VI Биеннале графики, Краков, Польша;
  - Советская скульптура и графика, ЧССР.
- 1977 г. Всесоюзная художественная выставка, посвященная 60-летию Великой Октябрьской социалистической революции «По ленинскому пути», Москва;
  - Выставка произведений советской живописи и графики, Вена, Австрия;
  - Международная выставка изобразительных искусств, Белград’77, Югославия; VII Биеннале стран Балтийского моря, Росток, ГДР.

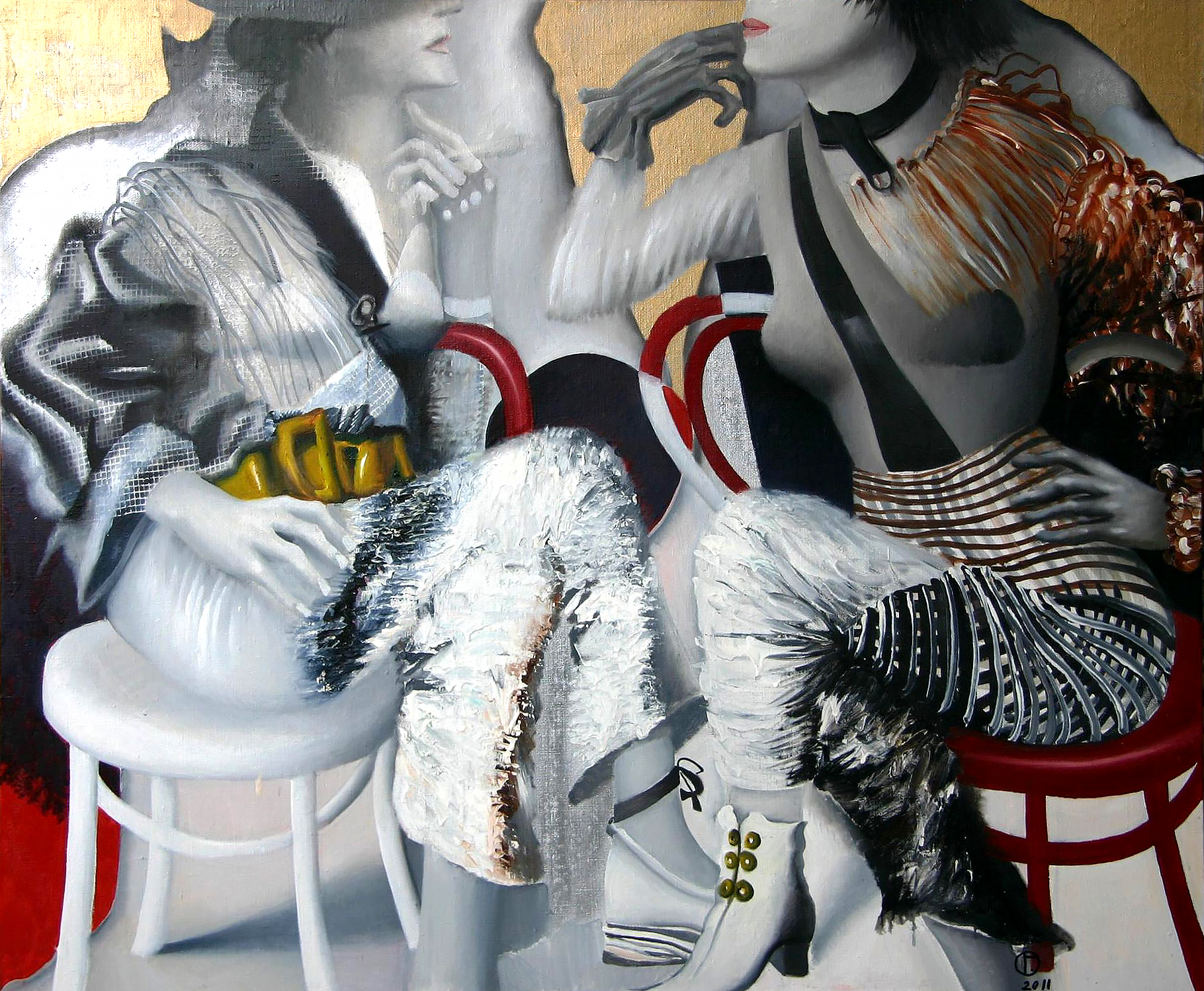
Диалог, холст, масло, 2011 г.

- 1978 г. Всесоюзная выставка произведений молодых художников, Минск;
  - Всесоюзная художественная выставка «Молодая гвардия Страны Советов», Москва.
- 1979 г. Первая международная молодёжная Триеннале рисунка, Нюрнберг, ФРГ.
- 1981 г. Выставка произведений московских художников (Выставка 23х), ЦДХ, Москва;
  - Выставка молодых художников, Москва.
- 1985 г. Триеннале реалистической живописи, Болгария. Диплом.
- 1986 г. Биеннале графики, Краков, Польша. Первая премия;
  - Деятели культуры в борьбе за мир, Манеж, Москва.
- 1990 г. «Soviet contemporary art», Alpha Cubic Gallery, Токио.
- 1990 г. «Художники Москвы и Ленинграда 1965—1990», Columbus Museum of Art, Огайо, США.
- 1992 г. «XX век русское искусство. Авангард — гласность», Nassau Country Museum of Art, США.
- 1993 г. ЦДХ, Москва (Гречина, Гета, Победин, Шерстюк).
- 1994 — 1995 гг. I и II «Русская коллекция, конец XX века». Галерея «М’арс», Москва.

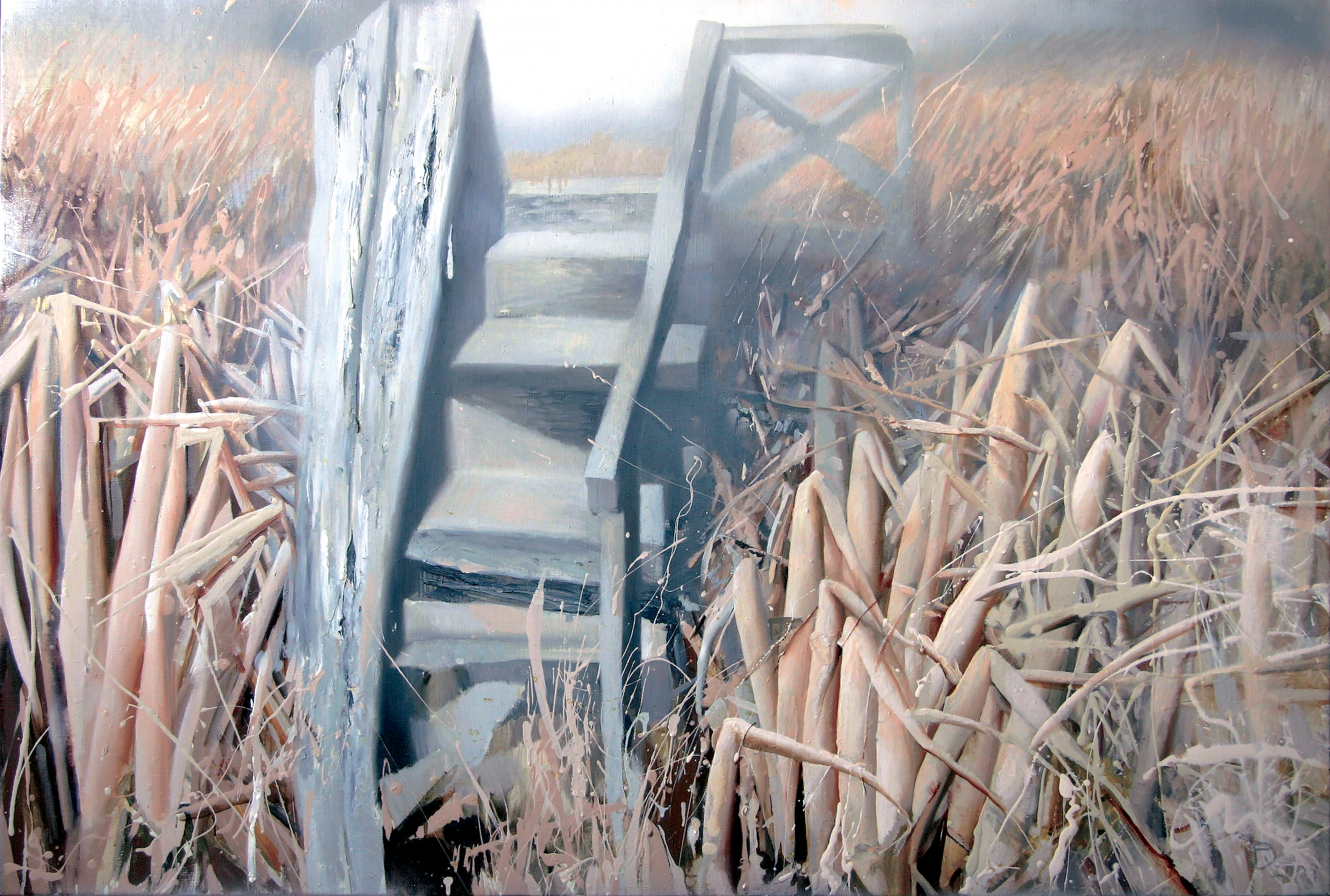
Лестница, холст, масло, 2008 г.

- 1994 г. «Crystal Art» Gallery, Осака, Япония.
- 1996 г. «Crystal Art» Gallery, Токио, Япония.
- 1997 г. «Мир чувственных вещей в картинах», ГМИИ им. А. С. Пушкина.
  - Галерея «М’арс», Москва.
- 1998 г. Арт-Салон 98, Москва.
  - Арт-Манеж 98, Москва.
- 1999 г. «Natura» галерея Манеж, Москва.
  - «Токийский проект», ЦДХ (Центральный Дом Художника), Москва.
- 2000 г. Галерея «Вита-Стиль», Москва.
- 2001 г. «Художники круга ДИ» (декоративное искусство), Академия художеств, Москва.
  - Благотворительный аукцион «Operation Smile», Москва.
- 2002 г. Арт-Манеж, галерея «Верть», Москва.
  - Благотворительный аукцион «Operation Smile», Москва.
  - «Женщины России и Китая», Музей Революции, Пекин, Китай.
- 2003 г. Арт-Манеж 03, галерея «Верть», Москва.
  - Круг художников ДИ (декоративное искусство), Центр современного искусства Церетели, Москва.
  - Благотворительный аукцион «Operation Smile», Москва.
- 2004 г. Арт-Манеж 04, Центр на Красной Пресне, галерея «Манеж», Москва.
  - Галерея Zebra — Bliss, Москва.
  - Новый манеж, Москва.
  - Благотворительный аукцион «Operation Smile», Москва.
- 2007 г. Галерея «Галилей». Выставки «Русская метамарфоза» и «Гиперреализм и его окрестности». Москва.
  - IV Биеннале современного искусства. Ташкент. Диплом.
- 2008 г. ЦДХ. Салон. Проект АИС «Натура». Москва.
- 2009 г. «Между прошлым и будущим». МГВЗ «Новый Манеж»,
  - «Галерея у Яра». Москва.
  - «Арт-Манеж», ЦВЗ «Манеж».
- 2010 г. «Худграф», МГВЗ «Новый Манеж», «Галерея у Яра». Москва.
  - «Выпускники МСХШ им. Сурикова 60-х годов». ЦДХ. Москва.
  - «Фрагменты», ГБУК "Музейно-выставочнон объединение «Столица», «Галерея у Яра».
- 2011 г. "Космическая экспедиция", Мемориальный музей Космонавтики, Москва.
- 2012 г. "Без барьеров. Российское искусство 1985-2000.", Государственный Русский Музей, Санкт-Петербург.[5]
  - "Город, лица, судьбы", проект "Свободные художники Санкт-Петербурга", Выставочный Центр Санкт-Петербургского Союза Художников.
  - "Город, лица, судьбы", проект "Свободные художники Санкт-Петербурга", ЦДХ, Москва.
- 2013 г. "Рожденные летать... и ползать", Государственный Русский Музей, Санкт-Петербург.
- 2014-2015 г. "Свободные художники Петербурга Итоги 2014" выставка "Диалоги с великими", Выставочный Центр Санкт-Петербургского Союза Художников.[6]

## Стажировки
- 1973 год — Дом творчества «Дзинтари», Латвия.
- 1974—1979 год — Всесоюзный Дом Творчества «Сенеж», Россия.
- 1990 год — Колумбус, США.
- 2001 год — Cité internationale des arts[фр.], Париж, Франция